# Liste der Monuments historiques in Breil-sur-Roya
Die Liste der Monuments historiques in Breil-sur-Roya führt die Monuments historiques in der französischen Gemeinde Breil-sur-Roya auf.

## Liste der Bauwerke
| Bezeichnung                                                | Beschreibung              | Standort                          | Kennzeichnung | Schutzstatus | Datum | Bild           |
| ---------------------------------------------------------- | ------------------------- | --------------------------------- | ------------- | ------------ | ----- | -------------- |
| Kapelle Notre-Dame-des-Monts                               |                           | Route de La Madone-du-Mont (Lage) | PA00080671    | Classé       | 1978  | weitere Bilder |
| Kirche Santa-Maria-in-Albis mit Chapelle de la Miséricorde |                           | Place Brancion (Lage)             | PA00080676    | Classé       | 1978  | weitere Bilder |
| Kapelle Sainte-Catherine                                   |                           | Place Biancheri (Lage)            | PA00080673    | Classé       | 1979  | weitere Bilder |
| Glockenturm von Saint-Jean                                 | Erbaut im 12. Jahrhundert | (Lage)                            | PA00080674    | Inscrit      | 1935  | weitere Bilder |
| Kapelle Saint-Antoine-l'Ermite                             |                           | (Lage)                            | PA00080672    | Inscrit      | 1936  | weitere Bilder |
| Kapelle Notre-Dame-des-Grâces                              |                           | (Lage)                            | PA00080670    | Inscrit      | 1937  | weitere Bilder |
| Porte de Gênes                                             |                           | (Lage)                            | PA00080677    | Inscrit      | 1986  | weitere Bilder |
| Kirche St-Marc                                             |                           | Piène-Haute (Lage)                | PA00080675    | Inscrit      | 1987  | weitere Bilder |
| Kapelle Notre-Dame-de-la-Visitation                        |                           | Piène-Haute (Lage)                | PA00080963    | Inscrit      | 1992  | weitere Bilder |

## Liste der Objekte

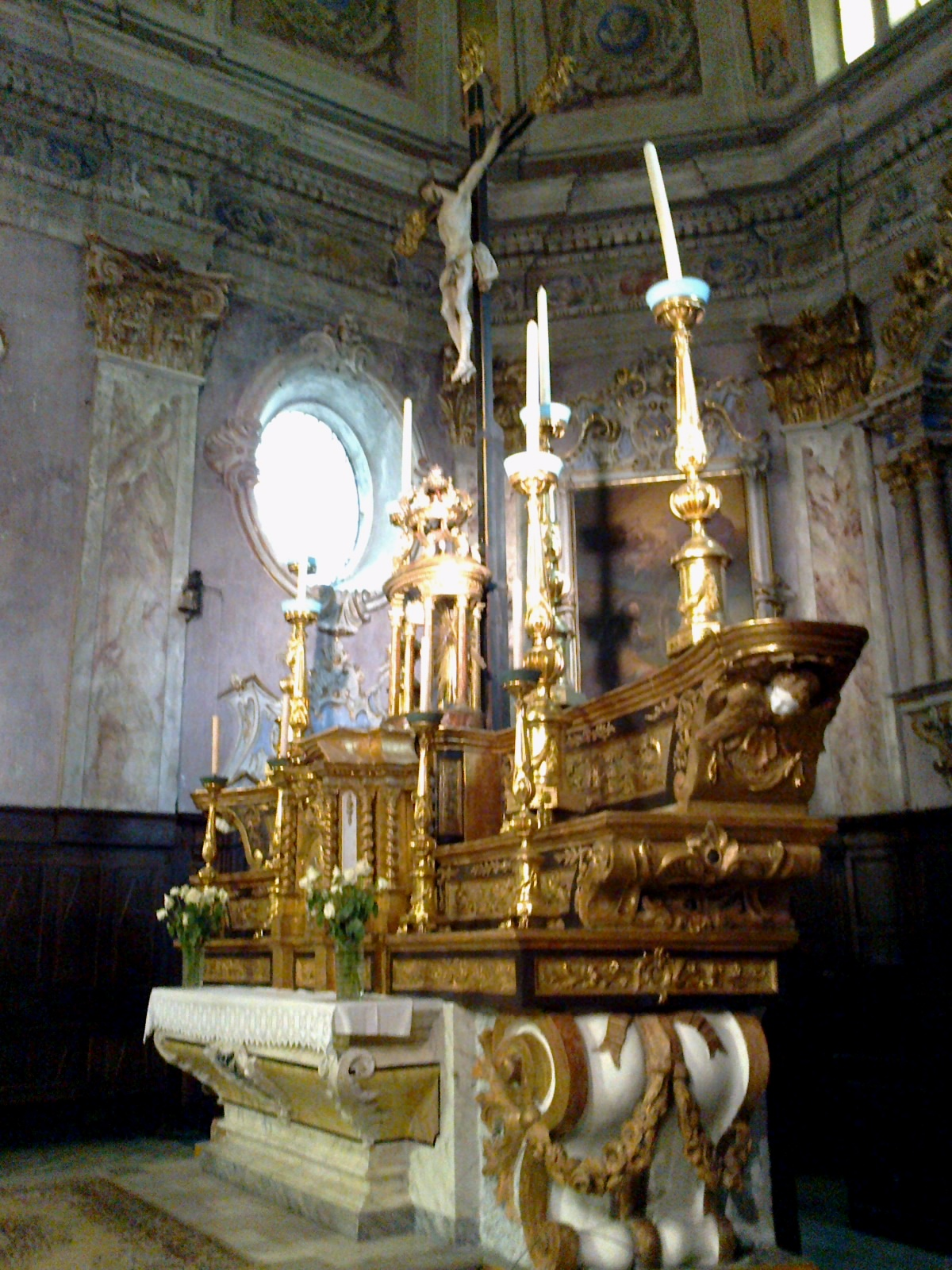
Hauptaltar in der Kirche Santa-Maria-in-Albis

- Monuments historiques (Objekte) in Breil-sur-Roya in der Base Palissy des französischen Kultusministeriums